# Crevans-et-la-Chapelle-lès-Granges
Crevans-et-la-Chapelle-lès-Granges is een gemeente in het Franse departement Haute-Saône (regio Bourgogne-Franche-Comté) en telt 248 inwoners (2011). De plaats maakt deel uit van het arrondissement Lure.

## Geografie
De oppervlakte van Crevans-et-la-Chapelle-lès-Granges bedraagt 3,9 km², de bevolkingsdichtheid is 63,6 inwoners per km².

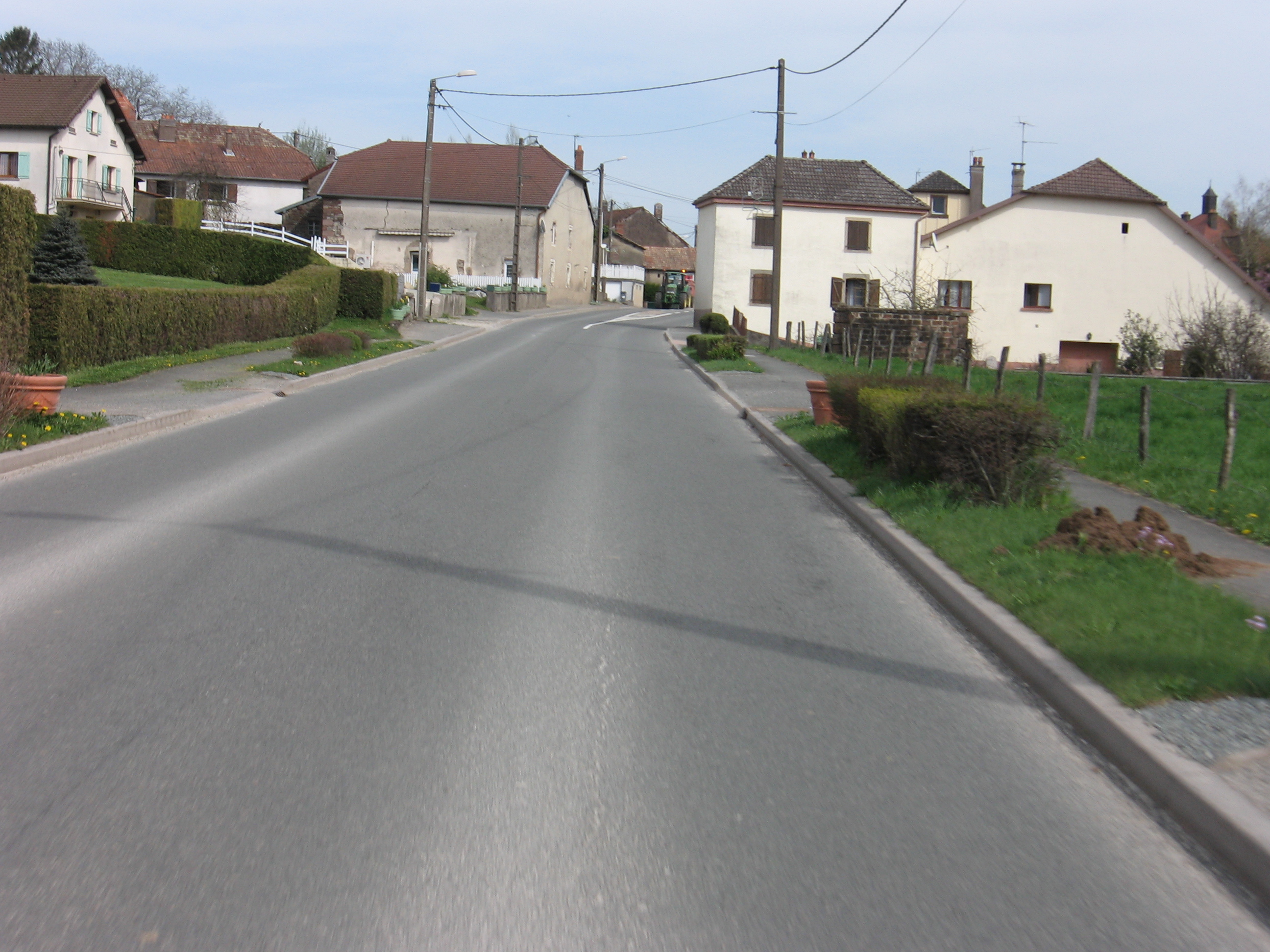
Crevans en de doorgaande weg D9

De onderstaande kaart toont de ligging van Crevans-et-la-Chapelle-lès-Granges met de belangrijkste infrastructuur en aangrenzende gemeenten.

## Demografie
Onderstaande figuur toont het verloop van het inwonertal (bron: INSEE-tellingen).

1. ↑  Populations de référence 2022.